# Ordas
Ordas je obec v Maďarsku v župě Bács-Kiskun v okrese Kalocsa.

## Poloha
Ordas leží na jihu Maďarska u Dunaje. Kalocsa - 18 km, Solt - 22 km.